# Copa de Alemania 1984-85
La Copa de Alemania 1984-85 fue la 42.ª edición de la copa anual de fútbol de Alemania Federal que se jugó del 31 de agosto de 1984 al 26 de mayo de 1985 y que contó con la participación de 64 equipo.
El Bayer Uerdingen venció al campeón defensor FC Bayern Munich en el estadio Olímpico de Berlín para ser campeón de la copa nacional por primera vez.

## Primera Ronda
| Equipo 1                 | Resultado  | Equipo 2               |
| ------------------------ | ---------- | ---------------------- |
| Duisburger FV 08         | 1-4        | SV Waldhof Mannheim    |
| VfB Stuttgart            | 5-4        | SC Rot-Weiß Oberhausen |
| VfL Osnabrück            | 2-5 (t.e.) | Friesen Hänigsen       |
| Altona 93                | 2-1        | Eintracht Trier        |
| SC Geislingen            | 2-0        | Hamburger SV           |
| Bayer 04 Leverkusen      | 5-0        | 1. FC Kaiserslautern   |
| Eintracht Braunschweig   | 1-3        | Eintracht Frankfurt    |
| 1. FC Köln               | 8-0        | Stuttgarter Kickers    |
| Borussia Mönchengladbach | 4-1        | Blau-Weiß 90 Berlin    |
| Arminia Bielefeld        | 1-3 (t.e.) | 1. FC Nürnberg         |
| Olympia Bocholt          | 1-3        | FC Schalke 04          |
| ASC Dudweiler            | 1-5        | Borussia Dortmund      |
| Hertha BSC               | 1-0        | KSV Hessen Kassel      |
| SV Darmstadt 98          | 3-0        | SC Freiburg            |
| 1. FC Paderborn          | 1-4        | Hannover 96            |
| VfL Kellinghusen         | 1-4        | Union Solingen         |
| TSV Ofterdingen          | 0-1        | VfL Bochum II          |
| 1. FC Nürnberg II        | 1-0        | Südwest Ludwigshafen   |
| SC Jülich 1910           | 2-1        | FC Rastatt 04          |
| TSV Havelse              | 2-2        | VfL Bochum             |
| SpVgg Bayreuth           | 7-0        | SV Mettlach            |
| Rot-Weiss Essen          | 1-2        | 1. FC Saarbrücken      |
| Fortuna Düsseldorf       | 2-0        | SSV Ulm 1846           |
| VfB Oldenburg            | 1-6        | Bayer 05 Uerdingen     |
| BV 08 Lüttringhausen     | 0-1        | FC Bayern München      |
| SC Charlottenburg        | 1-3 (t.e.) | Karlsruher SC          |
| OSC Bremerhaven          | 0-4        | Werder Bremen          |
| SC Fortuna Köln          | 2-2        | MSV Duisburg           |
| SC Herford               | 2-3        | Kickers Offenbach      |
| SV 98 Schwetzingen       | 1-2        | Alemannia Aachen       |
| FC Bayern Munich II      | 3-5        | SG Wattenscheid 09     |
| Eintracht Haiger         | 2-1        | CSC 03 Kassel          |

### Replay
| Equipo 1     | Resultado   | Equipo 2        |
| ------------ | ----------- | --------------- |
| VfL Bochum   | 4-0         | TSV Havelse     |
| MSV Duisburg | 2-2 (3-5 p) | SC Fortuna Köln |

## Segunda Ronda
| Equipo 1                 | Resultado  | Equipo 2            |
| ------------------------ | ---------- | ------------------- |
| Borussia Dortmund        | 1-1        | FC Schalke 04       |
| Bayer 05 Uerdingen       | 2-1        | Fortuna Düsseldorf  |
| VfL Bochum II            | 1-2        | VfB Stuttgart       |
| Friesen Hänigsen         | 0-8        | FC Bayern München   |
| Altona 93                | 0-3        | Bayer 04 Leverkusen |
| Eintracht Haiger         | 1-0 (t.e.) | Karlsruher SC       |
| SpVgg Bayreuth           | 1-2        | Union Solingen      |
| SC Geislingen            | 4-2        | Kickers Offenbach   |
| 1. FC Nürnberg II        | 0-3        | SC Jülich 1910      |
| SG Wattenscheid 09       | 0-4        | SV Waldhof Mannheim |
| Hertha BSC               | 4-3 (t.e.) | SC Fortuna Köln     |
| Borussia Mönchengladbach | 4-2 (t.e.) | Eintracht Frankfurt |
| Werder Bremen            | 5-0        | SV Darmstadt 98     |
| Alemannia Aachen         | 3-0        | VfL Bochum          |
| 1. FC Saarbrücken        | 4-1        | 1. FC Nürnberg      |
| Hannover 96              | 2-1        | 1. FC Köln          |

### Replay
| Equipo 1      | Resultado | Equipo 2          |
| ------------- | --------- | ----------------- |
| FC Schalke 04 | 3-2       | Borussia Dortmund |

## Tercera Ronda
| Equipo 1          | Resultado | Equipo 2                 |
| ----------------- | --------- | ------------------------ |
| FC Bayern München | 1-0       | SV Waldhof Mannheim      |
| SC Jülich 1910    | 2-4       | Werder Bremen            |
| SC Geislingen     | 0-2       | Bayer 05 Uerdingen       |
| Eintracht Haiger  | 0-8       | Union Solingen           |
| Hannover 96       | 1-0       | FC Schalke 04            |
| Alemannia Aachen  | 0-2       | Borussia Mönchengladbach |
| VfB Stuttgart     | 0-0       | 1. FC Saarbrücken        |
| Hertha BSC        | 0-4       | Bayer 04 Leverkusen      |

### Replay
| Equipo 1          | Resultado   | Equipo 2      |
| ----------------- | ----------- | ------------- |
| 1. FC Saarbrücken | 2-2 (3-0 p) | VfB Stuttgart |

## Cuartos de final
| 16-2-1985 | SG Union Solingen | 1 – 2   | Borussia Mönchengladbach | Stadion am Hermann-Löns-Weg, Solingen              |                                                    |
|           | Diekmann 52'      | Reporte | Bruns 44' · Rahn 66'     | Asistencia: 15 500 espectadores Árbitro(s): Wiesel | Asistencia: 15 500 espectadores Árbitro(s): Wiesel |

| 16-2-1985 | 1. FC Saarbrücken | 1 – 0   | Hannover 96 | Ludwigsparkstadion, Saarbrücken                   |                                                   |
|           | Blättel 75'       | Reporte |             | Asistencia: 26 000 espectadores Árbitro(s): Uhlig | Asistencia: 26 000 espectadores Árbitro(s): Uhlig |

| 12-3-1985 | Bayer 05 Uerdingen           | 2 – 1   | SV Werder Bremen | Grotenburg-Stadion, Krefeld                         |                                                     |
|           | Herget 47' · Gudmundsson 53' | Reporte | Reinders 43'     | Asistencia: 15 000 espectadores Árbitro(s): Fockler | Asistencia: 15 000 espectadores Árbitro(s): Fockler |

| 26-3-1985 | Bayer 04 Leverkusen | 1 – 3   | FC Bayern Munich             | BayArena, Leverkusen                                 |                                                      |
|           | Cha 53'             | Reporte | Wohlfarth 4' 40' · Mathy 71' | Asistencia: 17 000 espectadores Árbitro(s): Hontheim | Asistencia: 17 000 espectadores Árbitro(s): Hontheim |

## Semifinales
| 6-4-1985 | 1. FC Saarbrücken | 0 – 1   | Bayer 05 Uerdingen | Ludwigsparkstadion, Saarbrücken                         |                                                         |
|          |                   | Reporte | Brinkmann 74'      | Asistencia: 32 000 espectadores Árbitro(s): Schmidhuber | Asistencia: 32 000 espectadores Árbitro(s): Schmidhuber |

| 8-4-1985 | FC Bayern Munich  | 1 – 0 (t. s.) | Borussia Mönchengladbach | Olympiastadion, Munich                               |                                                      |
|          | Lerby 101' (pen.) | Reporte       |                          | Asistencia: 52 000 espectadores Árbitro(s): Heitmann | Asistencia: 52 000 espectadores Árbitro(s): Heitmann |

## Final
| 26 de mayo de 1985 | Bayer Uerdingen          | 2–1     | Bayern Munich | Olympiastadion, Berlín Oeste                        |                                                     |
|                    | Feilzer 9' · Schäfer 66' | Reporte | Hoeneß 8'     | Asistencia: 70 398 espectadores Árbitro(s): Fockler | Asistencia: 70 398 espectadores Árbitro(s): Fockler |

| Bayer Uerdingen | Bayern Munich |

| ARQ                 | 1  | Werner Vollack     |            |     |
| DEF                 | 2  | Karl-Heinz Wöhrlin |            |     |
| DEF                 | 5  | Matthias Herget    |            |     |
| DEF                 | 6  | Norbert Brinkmann  |            |     |
| DEF                 | 3  | Ludger van de Loo  | Amonestado |     |
| MED                 | 4  | Wolfgang Funkel    |            |     |
| MED                 | 8  | Horst Feilzer      | Amonestado | 60' |
| MED                 | 11 | Werner Buttgereit  |            |     |
| MED                 | 10 | Friedhelm Funkel   |            |     |
| DEL                 | 9  | Lárus Guðmundsson  |            | 82' |
| DEL                 | 7  | Wolfgang Schäfer   |            |     |
| Substitutos:        |    |                    |            |     |
| MED                 |    | Wayne Thomas       |            | 82' |
| DEL                 | 12 | Peter Loontiens    |            | 60' |
| Entrenador:         |    |                    |            |     |
| Karl-Heinz Feldkamp |    |                    |            |     |

| ARQ          | 1  | Raimond Aumann      |            |     |
| DEF          | 2  | Wolfgang Dremmler   | 48'        |     |
| DEF          | 5  | Klaus Augenthaler   |            |     |
| DEF          | 4  | Norbert Eder        |            |     |
| DEF          | 3  | Holger Willmer      |            | 71' |
| MED          | 8  | Lothar Matthäus     | Amonestado |     |
| MED          | 6  | Søren Lerby         |            |     |
| MED          | 7  | Hans Pflügler       |            |     |
| DEL          | 10 | Roland Wohlfarth    |            | 51' |
| DEL          | 9  | Dieter Hoeneß       | Amonestado |     |
| DEL          | 11 | Ludwig Kögl         |            |     |
| Substitutos: |    |                     |            |     |
| DEF          | 12 | Bertram Beierlorzer |            | 51' |
| DEL          | 14 | Michael Rummenigge  |            | 71' |
| Entrenador:  |    |                     |            |     |
| Udo Lattek   |    |                     |            |     |